# Agrara revolutionen
Agrara revolutionen är en jordbruksrevolution som sägs ha ägt rum under slutet av 1700-talet i Västeuropa, särskilt i England och Frankrike. Den spreds senare vidare till andra länder. Agrar kommer av latinska ordet för åker, nämligen ager.
Mot slutet av 1700-talet ägde stora förändringar rum inom jordbruket. Sedan länge hade bönder odlat små tegar. Dessa små tegar slogs samman till större fält. Detta underlättande för bönderna och det blev enklare att plöja stora fält på en gång. Harvar och såmaskiner underlättade det tunga jordbruksarbetet, vilket ledde till att arbetet blev mer rationellt och att matproduktionen ökade. Det ledde till att färre människor behövde arbeta på åkrarna.
Man införde även växelbruk inom jordbruket. Tidigare hade en tredjedel av jorden legat i träda för att inte bli utarmad. Men med växeljordbruk så odlade man korn och vete vartannat år och vallväxter, som klöver och ärtor vartannat år. Vallväxterna tillförde fälten kväve från luften. Genom vallväxterna så fick djuren bättre foder och kunde producera mer mat.
Den agrara revolutionen ledde till att produktionen av livsmedel ökade betydligt samt krävde mindre arbetskraft än tidigare. Den agrara revolutionen var en viktig bakgrund till den industriella revolutionen.

## Agrara revolutionen i Sverige
I Sverige genomfördes det så kallade storskiftet runt sekelskiftet 1800, samt det laga skiftet i mitten av 1800-talet. Detta ledde bland annat till att de gamla radbyarna i hög grad försvann, till förmån för enskilt belägna gårdar med sammanhängande jordinnehav.